# Меч-трава обыкновенная
Меч-трава́ обыкнове́нная (лат. Cládium maríscus) — травянистое растение, вид рода Меч-трава (Cladium) семейства Осоковые.

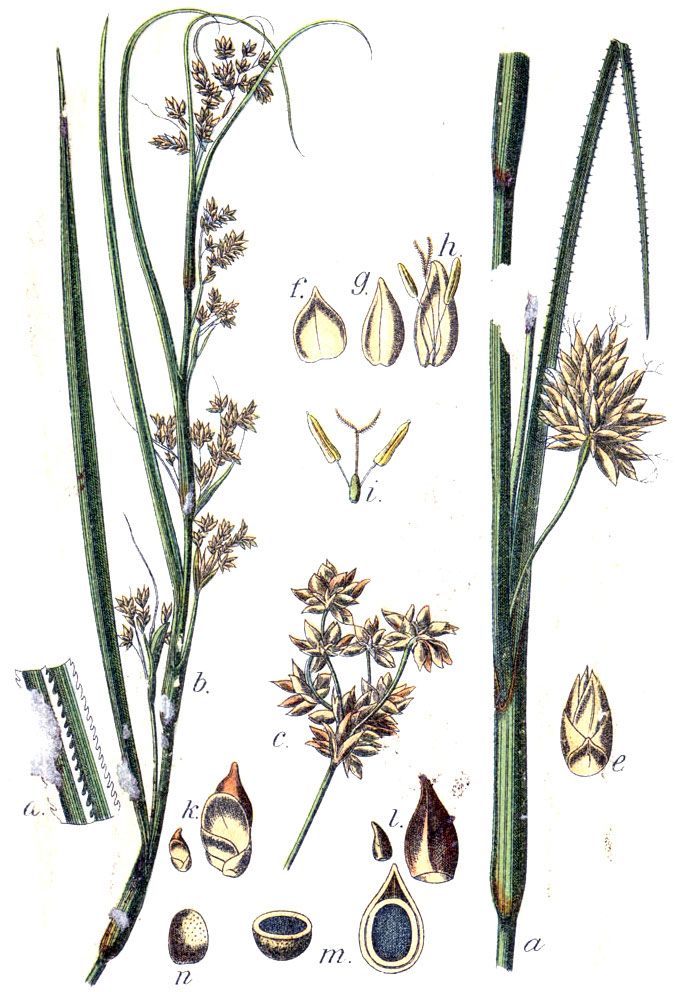

## Распространение и среда обитания
Произрастает на болотах в регионах с умеренным климатом Европы и Азии, в том числе в Скандинавии, Средней и Атлантической Европе. В России встречается в Ленинградской, Псковской, Владимирской, Тверской областях, Башкортостане.

## Ботаническое описание
Травянистое многолетнее растение высотой 1—1,5 м.
Листья кожистые, линейные, в верхней части трёхгранной формы, по килю и краям пильчато-зубчатые.
Соцветие — метёлка. Цветёт в июне.
Плод — орешек.
Также растение имеет глубокие корневища, порой уходящие в землю на глубину до 1 м.

## Охранный статус
Редкий вид. Вымирает в связи с хозяйственным освоением территорий в местах своего произрастания.
Занесён в Красные книги России и ряда регионов РФ. Также охраняется на Украине и в Эстонии.